# هم‌صدا
یکم درست یا هم‌صدا اصطلاحی در موسیقی است که به فاصلهٔ بین دونت هم‌نام و هم بسامد گفته می‌شود. به عبارت دیگر، فاصلهٔ یکم بین دو نت موسیقی که دارای صفر نیم پرده باشند را یکم درست می‌گویند.
به عنوان مثال، فاصلهٔ بین نت دو و یک نت دوی دیگر به صورت ملودیک یا هارمونیک در کنار آن، «یکم درست» است. در این حالت، فاصلهٔ بین نت دو و نت دو دیز، یکم افزوده و برابر با نیم پرده است. در فاصله‌های یکم، فقط الفاظ «درست»، «افزوده» و «کاسته» کاربرد دارند.

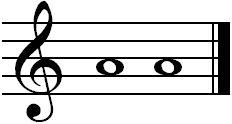
فاصلهٔ یکم درست با دو نت «لا»